# La lista tonta
La lista tonta fue un programa de televisión español emitido por Comedy Central y presentado por el humorista Quequé. El programa consiste en un ranking musical de canciones y videoclips creados expresamente para el programa con entrevistas a los ficticios cantantes que las interpretan.

## Reparto
| Personaje      | Actor                  |
| -------------- | ---------------------- |
| Alex Young     | Álex González Chavarri |
| Andrea         | Diana Tobar            |
| Pablo Jorge    | Javier Ruiz            |
| Big Selfie     | Edu Morlans            |
| Cindy Blog     | Laura Pastor           |
| G.M.Z.         | Will Shephard          |
| Mireia         | Cristina Llorente      |
| Mariola        | Cristina Serrato       |
| Bruno Volatto  | Guillermo Silvetti     |
| Rui Santamaría | Angel Muñiz            |
| Paco Vera      | Eduard Alejandre       |
| Nacho Visión   | Pepón Fuentes          |
| Tasiotone      | Óscar Goikoetxea       |
| Petrov         | Eduardo Santos (actor) |